# 511

## Decese
- 27 noiembrie: Clovis I, 44 ani, rege al francilor (n. 466)